# جوناثان مارتين
جوناثان مارتين (بالإسبانية: Jonathan Martín Carabias)‏ (6 مارس 1981 بسلامنكا في إسبانيا - ) هو لاعب كرة قدم إسباني في مركز الدفاع. لعب مع راسينغ فيرول وريال بلد الوليد وكولتورال ليونيسا ونادي غيخيليو.

## وصلات خارجية
- جوناثان مارتين على موقع قاعدة بيانات كرة القدم.إي يو (الإنجليزية)
- جوناثان مارتين على موقع Soccerway.com (الإنجليزية)
- جوناثان مارتين على موقع AS.com (الإسبانية)